# Eleutherodactylus leprus
Eleutherodactylus leprus es una especie de Anura de la familia Eleutherodactylidae, género Eleutherodactylus. Es nativo de Belice, Guatemala y el sur de México. La especie esta amenazada por destrucción de hábitat.

## Distribución y hábitat
Su área de distribución incluye Veracruz, el istmo de Tehuantepec y el centronorte de Chiapas en México y el Petén en el norte de Guatemala.  También existen poblaciones disjuntas en el nororiente de Guatemala y el suroccidente de Belice. 
Su hábitat natural se compone de bosque muy húmedo tropical de tierras bajas. Su rango altitudinal se encuentra entre 5 y 500 m s. n. m.